# پرسرخسیان
پرسرخسیان نام یکی از تیره‌ها از سرخس های لپتوسپورانژیه (بسپایک سانان)  است.
گیاهان این تیره بیشتر خاک زی و صخره‌زی هستند.